# 天使が街にやって来た!
『天使が街にやって来た!』は、2004年放送のアメリカ製作によるTVドラマ。日本では2006年12月21日に同名邦題でWOWOWにて放映されている。
原題はWhen Angels Come to Town．
マックスという心優しい紳士が、人々の希望をかなえるために活躍する姿を描いた感動作で、2002年の『最高の贈り物』、2003年の『25年目のハッピー・クリスマス』の続編にあたる。

## キャスト
- ピーター・フォーク（マックス）
- タミー・ブランチャード（サリー）
- ショーン・ギャラガー（カール）
- ケイティ・セイガル（ジョー）

## スタッフ
- 監督：アンディ・ウォーク
- 製作：アイリーン・リチンスキー
- 音楽：パトリック・ウィリアムズ
- 撮影：ピエール・ジョドワン